# بگل
شهر بگل (به فرانسوی: Bègles) در شهرستان ژیروند در ناحیه ناحیه آکیتن با جمعیت ۲۴٬۴۱۷ نفر در کشور فرانسه واقع شده‌است